# Пам'ятки історії Зіньківського району
У Зіньківському районі Полтавської області нараховується 71 пам'ятка історії.
| #   | назва                                                                                                  | адреса                                                                    | роки події                  | роки встановлення  | автор                                             | матеріали                               | розміри                                   | рішення                                                                           |
| --- | --- | ------------------------------------------------------------------------- | --------------------------- | ------------------ | ------------------------------------------------- | --------------------------------------- | ----------------------------------------- | --------------------------------------------------------------------------------- |
| 1.  | Могила М. Т. Барильця — секретаря першого Зіньківського повітового комітету комсомолу                  | м. Зіньків, міське кладовище № 1                                          | 1903 — 1921                 | 1967               | Місцеві майстри                                   | обеліск — метал                         | вис. 2,3 м                                | -                                                                                 |
| 2.  | Комплекс пам'ятників учасникам встановлення радянської влади, радянським воїнам і воїнам-землякам:     | м. Зіньків, вул. Першотрав-нева, парк ім. Барильця, меморіальний комплекс | 1920, 1941, 1943, 1941—1945 | 1976, 1978 (рест.) | ск. О. Банников, І. Матвієнко, арх. І. Прокопенко | обеліск — граніт, ск. — склобетон, мідь | вис. об. — 11 м, вис. ск. — 4,0 м         | Постанова обкому партії та виконкому обласної ради депутатів№ 20 від14.03.1975 р. |
| —   | братська могила 28 червоноармійців та громадян м. Зінькова, які загинули під час громадянської війни;  |                                                                           | 1920                        | 1977               |                                                   | граніт                                  | вис. стели — 1,7×4,6 м, дошка — 0,6×0,5 м |                                                                                   |
| —   | братська могила червоноармійців, які загинули в боях з білогвардійськими формуваннями;                 |                                                                           | 1920                        | 1977               |                                                   | граніт                                  | вис. стели — 1,7×4,6 м, дошка — 0,6×0,5 м |                                                                                   |
| —   | могила секретаря волосного ревкому Г. Т. Силки                                                         |                                                                           | 1920                        | 1977               |                                                   | граніт                                  | вис. стели — 1,7×4,6 м, дошка — 0,6×0,4 м |                                                                                   |
| —   | могила секретаря волосного виконкому М. Т. Івченка;                                                    |                                                                           | 1922                        | 1977               |                                                   | граніт                                  | вис. стели — 1,7×4,6 м, дошка — 0,6×0,4 м |                                                                                   |
| —   | могила двадцятип'ятитисячника Я. М. Сіваєва;                                                           |                                                                           | 1883 — 1936                 | 1977               |                                                   | граніт                                  | вис. стели — 1,7×4,6 м, дошка — 0,6×0,5 м |                                                                                   |
| —   | могила полковника О. І. Салміна;                                                                       |                                                                           | 1904 — 1943                 | 1977               |                                                   | граніт                                  | вис. стели — 1,7×4,6 м, дошка — 0,6×0,6 м |                                                                                   |
| —   | могила полковника О. П. Мініна;                                                                        |                                                                           | 1897 — 1943                 | 1977               |                                                   | граніт                                  | вис. стели — 1,7×4,6 м, дошка — 0,6×0,6 м |                                                                                   |
| —   | братська могила радянських воїнів;                                                                     |                                                                           | 1943                        | 1977               |                                                   | граніт                                  | 14,4 х 0,63 м                             |                                                                                   |
| —   | могила льотчика-винищувача В. М. Прохорова;                                                            |                                                                           | 1941                        | 1977               |                                                   | бронза, лабрадорит                      | вис. бюста −0,8 м, пост. — 1,65 м         |                                                                                   |
| —   | пам'ятний знак загиблим під час Великої Вітчизняної війни зіньківчанам;                                |                                                                           | 1941 — 1945                 | 1977               |                                                   | стела — граніт                          | вис. 2,5 м                                |                                                                                   |
| —   | пам'ятник воїнам-землякам;                                                                             |                                                                           | 1941 — 1945                 | 1977               |                                                   | стела — граніт                          | вис. 2,5 м                                |                                                                                   |
| —   | пам'ятний знак на честь воїнів, які загинули при обороні і визволенні району;                          |                                                                           | 1941, 1943                  | 1977               |                                                   | стела — граніт                          | 1,33×2,35 м                               |                                                                                   |
| —   | пам'ятний знак на землі, перенесеній із братських могил радянських воїнів району.                      |                                                                           | 1941 — 1945                 | 1977               |                                                   | граніт                                  | 0,8×0,8 м                                 |                                                                                   |
| 3.  | Братська могила радянських воїнів, які загинули при обороні міста                                      | м. Зіньків, центральна частина міського кладовища                         | 1943                        | 1967               | Місцеві майстри                                   | залізобетон                             | вис. 1,9 м                                | Рішення виконкому Зіньківської районної ради                                      |
| 4.  | Братська могила радянських воїнів, які загинули при обороні міста                                      | м. Зіньків, північна частина міського кладовища                           | 1943                        | 1946               | Місцеві майстри                                   | обеліск — цегла оштук                   | вис. 1,45 м                               | Рішення виконкому Зіньківської міської ради                                       |
| 5.  | Могила юного патріота Саші Саранчі, розстріляного фашистами у лютому1943 році                          | м. Зіньків, міське кладовище № 1                                          | 1929 — 1943                 | 1967               | Місцеві майстри                                   | обеліск — граніт                        | вис. 1,6 м                                | Рішення Зіньківського райкому комсомолу                                           |
| 6.  | Могила Героя Радянського Союзу М. К. Саранчі                                                           | м. Зіньків, центральна частина міського кладовища                         | 1918 — 1961                 | 1961               | Місцеві майстри                                   | залізобетон                             | вис. 1,57 м                               | Постанова Зіньківського райвиконкому                                              |
| 7.  | Па'мятний знак полеглим комсомольця-землякам, які загинули під час Великої Вітчизняної війни           | м. Зіньків, вул. Леніна                                                   | 1941 — 1945                 | 1958               | ск. А. Білостоцький, О. Супрун, арх. Н. Клейн     | залізобетон, цегла оштук., мармур       | вис. ск. — 2,5 м, пост. — 2,3 м           | Рішення Зіньківського райкому комсомолу№ 30 від 15.07.1956 р.                     |
| 8.  | Меморіальна дошка на честь загиблих партизан                                                           | м. Зіньків, вул. Леніна, 26                                               | 1942                        | 1958               | Місцеві майстри                                   | мармур                                  | 0,6×0,6 м                                 | Постанова Зіньківського райвиконкому                                              |
| 9.  | Меморіальна дошка на честь вихованців школи, які загинули на фронтах Великої Вітчизняної війни         | м. Зіньків, вул. Леніна, 20, школа № 2                                    | 1941 — 1945                 | 1958               | Місцеві майстри                                   | мармур                                  | 0,8×0,5 м                                 | Постанова Зіньківського райвиконкому                                              |
| 10. | Меморіальна дошка на честь військових частин, які звільнили місто від німецько-фашистських загарбників | м. Зіньків, вул. Леніна, 63                                               | 1943                        | 1967               | Місцеві майстри                                   | чавун, лиття                            | 1,5×0,8 м                                 | -                                                                                 |
| 11. | Братська могила радянських воїнів, які загинули при звільненні села                                    | с. Власівка                                                               | 1943                        | 1960               | ск. А. Білостоцький, арх. Н. Клейн                | залізобетон, цегла оштук.               | вис. ск. — 2,6 м, пост. — 1,7 м           | -                                                                                 |
| 12. | Пам'ятний знак полеглим воїнам-землякам                                                                | с. Соколівщина                                                            | 1941 — 1945                 | 1967               | А.Кононенко                                       | обеліск — залізобетон                   | вис. 4,0 м                                | -                                                                                 |
| 13. | Братська могила радянських воїнів                                                                      | смт Опішне, парк                                                          | 1943                        | 1955               | ск. А. Білостоцький, арх. Н. Клейн                | залізобетон, цегла оштук.               | вис. ск. — 2,5 м, пост. — 3,2 м           | Рішення Опішнянського райвиконкому № 37 від 12.05.1954 р.                         |
| 14. | Братська могила радянських воїнів                                                                      | с. Міські Млини                                                           | 1943                        | 1957               | ск. А. Білостоцький, арх. Н. Клейн                | залізобетон, цегла оштук.               | вис. ск. −2,45 м, пост. — 1,13 м          | Рішення Опішнянського райвиконкому № 49 від 11.07.1956 р.                         |
| 15. | Братська могила радянських воїнів, пам'ятний знак полеглим воїнам-землякам                             | с. Яблучне, кладовище, меморіальний комплекс                              | 1943, 1941—1945             | 1967               | ск. О.Савельєв                                    | залізобетон, цегла оштук.               | вис. ск. — 2,6 м, пост. — 2,8 м           | -                                                                                 |
| 16. | Братська могила радянських воїнів, пам'ятний знак полеглим воїнам-землякам                             | с. Артелярщина, сквер                                                     | 1943, 1941—1945             | 1959               | Харківський скульптурний комбінат                 | залізобетон, цегла оштук.               | вис. ск. — 3,5 м, пост. — 2,0 м           | -                                                                                 |
| 17. | Братська могила радянських воїнів, пам'ятний знак полеглим воїнам-землякам                             | с. Новоселівка, меморіальний комплекс                                     | 1943, 1941—1945             | 1959               | ск. Ю.Паливода, арх. Костюк                       | залізобетон, цегла оштук.               | вис. ск. — 2,0 м, пост. — 1,69 м          | -                                                                                 |
| 19. | Братська могила радянських воїнів                                                                      | с. Батьки, центр                                                          | 1943                        | 1959               | Харківський скульптурний комбінат                 | залізобетон, цегла оштук.               | вис. ск. — 2,5 м, пост. — 1,0 м           | -                                                                                 |
| 20. | Пам'ятний знак полеглим воїнам-землякам                                                                | с. Батьки                                                                 | 1941 — 1945                 | 1975               | ск. Ю.Паливода, арх. І.Маслаков                   | залізобетон, цегла оштук.               | вис. ск. — 2,5 м, пост. — 1,12 м          | Рішення обкому партії і облвиконкому № 20 від 14.03.1975 р.                       |
| 21. | Братська могила радянських воїні                                                                       | с. Корлюкове, кладовище                                                   | 1943                        | 1975               | Полтавський завод українських сувенірів           | обеліск — граніт                        | вис. 2,3 м                                | Рішення обкому партії і облвиконкому № 20 від 14.03.1975 р.                       |
| 22. | Група могил (3) радянських воїнів, жертв фашизму                                                       | с. Лазьки, кладовище                                                      | 1941, 1943                  | 1947               | Місцеві майстри                                   | залізобетон, мармур                     | вис. 2,0 м                                | Рішення Батьківської сільської ради № 24 від 18.04.1947 р.                        |
| 23. | Пам'ятник воїнам-визволителям                                                                          | с. Лазьки                                                                 | 1943                        | 1971               | ск. А. Білостоцький, О. Супрун, арх. Н. Клейн     | залізобетон, цегла оштук., мармур       | вис. ск. — 2,6 м, пост. — 0,7 м           | Рішення виконкому Зіньківської районної ради № 24 від 18.04.1970 р.               |
| 24. | Братська могила учасників встановлення радянської влади                                                | с. Бірки, кладовище                                                       | 1920                        | 1957               | Місцеві майстри                                   | обеліск — цегла оштук.                  | вис. 2,5 м                                | -                                                                                 |
| 25. | Група могил (2):                                                                                       | с. Бірки, центр, біля сільради                                            |                             |                    |                                                   |                                         |                                           |                                                                                   |
| —   | братська могила радянських воїнів;                                                                     |                                                                           | 1943                        | 1957               | ск. А. Білостоцький, арх. Н. Клейн                | залізобетон, цегла оштук.               | вис. ск. — 2,5 м, пост. — 2,2 м           | -                                                                                 |
| —   | могила Героя Радянського Союзу М. С. Корнілова                                                         |                                                                           | 1923 — 1943                 | 1970               | ск. А. Білостоцький, арх. Н. Клейн                | плита — залізобетон                     | 1,2×1,0 м                                 | -                                                                                 |
| 26. | Пам'ятний знак полеглим воїнам-земляка                                                                 | с. Бірки, центр, біля клубу                                               | 1941 — 1945                 | 1956               | Місцеві майстри                                   | обеліск — цегла оштук.                  | вис. 3,5 м                                | -                                                                                 |
| 27. | Пам'ятний знак полеглим воїнам-землякам                                                                | с. Бірки, околиця, біля дороги Зіньків-В.Сорочинці                        | 1941 — 1945                 | 1965               | Місцеві майстри                                   | обеліск — залізобетон                   | вис. 3,5 м                                | -                                                                                 |
| 28. | Братська могила радянських воїнів, пам'ятний знак полеглим воїнам-землякам                             | с. Троянівка, біля школи, меморіальний комплекс                           | 1943, 1941—1945             | 1963               | ск. А. Білостоцький, арх. Н. Клейн                | залізобетон, цегла оштук.               | вис. ск. — 2,2 м, пост. — 1,7 м           | Постанова обкому партії і облвиконкому № 20 від 14.03.1975 р.                     |
| 29. | Братська могила радянських воїнів                                                                      | с. Велика Павлівка, парк                                                  | 1943                        | 1957               | ск. А. Білостоцький, арх. Н. Клейн                | залізобетон, цегла оштук.               | вис. ск. — 2,5 м, пост. — 3,3 м           | -                                                                                 |
| 30. | Пам'ятний знак полеглим воїнам-землякам                                                                | с. Велика Павлівка, центр                                                 | 1941 — 1945                 | 1969               | Місцеві майстри                                   | обеліск — цегла оштук.                  | вис. 3,8 м                                | Рішення Зіньківського райвиконкому, 1969 р.                                       |
| 31. | Братська могила радянських воїнів                                                                      | с. Дейкалівка                                                             | 1943                        | 1957               | ск. А. Білостоцький, арх. Н. Клейн                | залізобетон, цегла оштук.               | вис. ск. — 2,8 м, пост. — 3,9 м           | -                                                                                 |
| 32. | Пам'ятник полеглимвоїнам-землякам                                                                      | с. Дейкалівка, біля стадіону                                              | 1941 — 1945                 | 1975               | ск. Ю.Паливода                                    | залізобетон, цегла оштук.               | вис. ск. — 3,0 м, пост. — 1,4 м           | Постанова обкому партії і облвиконкому № 20 від 14.03.1975 р.                     |
| 33. | Братська могила радянських воїнів                                                                      | с. Підозерка                                                              | 1943                        | 1967               | ск. А. Білостоцький, арх. Н. Клейн                | залізобетон, цегла оштук.               | вис. ск. — 2,5 м, пост. — 2,2 м           | Рішення Зіньківського райвиконкому, 1967 р.                                       |
| 34. | Братська могила радянських воїнів                                                                      | с. Загрунівка, центр                                                      | 1943                        | 1962               | Харківський скульптруний комбінат                 | залізобетон, цегла оштук.               | вис. ск. — 3,5 м, пост. — 2,1 м           | -                                                                                 |
| 35. | Пам'ятник на місці останнього бою партизан і підпільників                                              | с. Загрунівка, у лісі, над дорогою                                        | 1942                        | 1967               | Харківський скульптруний комбінат                 | залізобетон, цегла оштук.               | вис. ск. — 1,8 м, пост. — 1,5 м           | -                                                                                 |
| 36. | Пам'ятний знак полеглим воїнам-землякам                                                                | с. Загрунівка, центр                                                      | 1941 — 1945                 | 1967               | Місцеві майстри                                   | обеліск — залізобетон                   | вис. 4,5 м                                | Рішення Зіньківського райвиконкому, 1966 р.                                       |
| 37. | Братська могила радянських воїнів                                                                      | с. Романівка                                                              | 1943                        | 1961               | ск. А. Білостоцький, арх. Н. Клейн                | залізобетон, цегла оштук.               | вис. ск. — 2,5 м, пост. — 1,5 м           | -                                                                                 |
| 38. | Братська могила радянських воїнів, пам'ятний знак полеглим воїнам-землякам                             | с. Кирило-Ганнівка, центр, меморіальний комплекс                          | 1943, 1941—1945             | 1975               | ск. Ю. Паливода                                   | залізобетон, цегла оштук.               | вис. ск. — 2,5 м, пост. — 1,5 м           | Постанова обкому партії і облвиконкому № 20 від 14.03.1975 р.                     |
| 39. | Пам'ятник полеглимвоїнам-землякам                                                                      | с. Ставкове                                                               | 1941 — 1945                 | 1975               | ск. Ю.Паливода                                    | залізобетон, цегла оштук.               | вис. ск. — 3,0 м, пост. — 1,2 м           | Постанова обкому партії і облвиконкому № 20 від 14.03.1975 р.                     |
| 40. | Братська могила радянських воїнів                                                                      | с. Лютенські Будища, парк                                                 | 1943                        | 1957               | ск. А. Білостоцький, арх. Н. Клейн                | залізобетон, цегла оштук.               | вис. ск. — 2,8 м, пост. — 3,2 м           | -                                                                                 |
| 41. | Пам'ятний знак полеглим воїнам-землякам                                                                | с. Лютенські Будища, центр                                                | 1941 — 1945                 | 1967               | худ. Д.Попович                                    | обеліск — залізобетон                   | вис. 2,4 м                                | -                                                                                 |
| 42. | Братська могила радянських воїнів, пам'ятний знак полеглим воїнам-землякам                             | с. Довжок, біля клубу, меморіальний комплекс                              | 1943, 1941—1945             | 1967               | Місцеві майстри                                   | обеліск — цегла оштук.                  | вис. 2,0 м                                | -                                                                                 |
| 43. | Братська могила радянських воїнів                                                                      | с. Малі Будища, центр                                                     | 1943                        | 1967               | ск. А. Білостоцький, арх. Н. Клейн                | залізобетон, цегла оштук.               | вис. ск. — 2,6 м, пост. — 3,85 м          | -                                                                                 |
| 44. | Пам'ятний знак полеглим воїнам-землякам                                                                | с. Глинське                                                               | 1941 — 1945                 | 1967               | Місцеві майстри                                   | обеліск — цегла оштук.                  | вис. 4,7 м                                | -                                                                                 |
| 45. | Братська могила радянських воїнів                                                                      | с. Першотравневе                                                          | 1943                        | 1957               | ск. А. Білостоцький, арх. Н. Клейн                | залізобетон, цегла оштук.               | вис. ск. — 2,98 м, пост. — 1,6 м          | -                                                                                 |
| 46. | Братська могила радянських воїнів                                                                      | с. Шенгаріївка                                                            | 1943                        | 1957               | ск. А. Білостоцький, арх. Н. Клейн                | залізобетон, цегла оштук.               | вис. ск. — 2,4 м, пост. — 3,0 м           | -                                                                                 |
| 47. | Братська могила радянських воїнів                                                                      | с. Пишненки, центр                                                        | 1943                        | 1957               | Харківський скульптруний комбінат                 | залізобетон, цегла оштук.               | вис. ск. — 2,4 м, пост. — 1,66 м          | -                                                                                 |
| 48. | Пам'ятний знак полеглим воїнам-землякам                                                                | с. Пишненки                                                               | 1941-1945                   | 1975               | Львівська скульптурна фабрика                     | залізобетон, цегла оштук.               | вис. ск. — 2,1 м, пост. — 1,4 м           | Постанова обкому партії і облвиконкому № 20 від 14.03.1975 р.                     |
| 49. | Братська могила радянських воїнів                                                                      | с. Саранчівка                                                             | 1943                        | 1957               | Харківський скульптруний комбінат                 | залізобетон, цегла оштук.               | вис. ск. — 2,4 м, пост. — 1,46 м          | -                                                                                 |
| 50. | Братська могила радянських воїнів                                                                      | с. Покровське, парк                                                       | 1943                        | 1957               | Харківський скульптруний комбінат                 | залізобетон, цегла оштук.               | вис. ск. — 2,65 м, пост. — 1,65 м         | -                                                                                 |
| 51. | Братська могила радянських воїнів                                                                      | с. Покровське, кладовище                                                  | 1943                        | 1963               | Місцеві майстри                                   | обеліск — цегла оштук.                  | вис. 1,91 м                               | -                                                                                 |
| 52. | Могила учасника громадянської війни Т. Д. Міщенка                                                      | с. Покровське, кладовище                                                  | 1894-1967                   | 1971               | Місцеві майстри                                   | обеліск — метал.                        | вис. 2,0 м                                | -                                                                                 |
| 53. | Пам'ятний знак полеглим воїнам-землякам                                                                | с. Василе-Устимівка                                                       | 1941-1945                   | 1967               | Полтавські художні майстерні                      | обеліск — залізобет.                    | вис. 2,5 м                                | -                                                                                 |
| 54. | Братська могила радянських воїнів                                                                      | с. Попівка                                                                | 1943                        | 1956               | ск. А. Білостоцький, арх. Н. Клейн                | залізобетон, цегла оштук.               | вис. ск. — 2,5 м, пост. — 2,07 м.         | -                                                                                 |
| 55. | Братська могила радянських воїнів                                                                      | с. Заїченці                                                               | 1943                        | 1957               | ск. А. Білостоцький, арх. Н. Клейн                | залізобетон, цегла оштук.               | вис. ск. — 2,5 м, пост. — 4,2 м.          | -                                                                                 |
| 56. | Пам'ятний знак полеглим воїнам-землякам                                                                | с. Заїченці                                                               | 1941-1945                   | 1969               | Місцеві майстри                                   | обеліск — цегла оштук.                  | вис. 6,45 м                               | -                                                                                 |
| 57. | Братська могила радянських воїнів                                                                      | с. Довжик, біля клубу                                                     | 1943                        | 1957               | ск. А. Щербина                                    | залізобетон, цегла оштук.               | вис. ск. — 2,5 м, пост. — 4,0 м.          | -                                                                                 |
| 58. | Братська могила радянських воїнів                                                                      | с. Ступки                                                                 | 1943                        | 1957               | ск. А. Білостоцький, арх. Н.Клейн                 | залізобетон, цегла оштук.               | вис. ск. — 2,7 м, пост. — 2,4 м           | -                                                                                 |
| 59. | Пам'ятний знак полеглим воїнам-землякам                                                                | с. Ступки, центр                                                          | 1941-1945                   | 1967               | худ. А.Кононенко                                  | обеліск — залізобет.                    | вис. 8,3 м                                | -                                                                                 |
| 60. | Братська могила радянських воїнів                                                                      | с. Тарасівка, центр                                                       | 1943                        | 1957               | ск. Я.Рик, арх. Н.Клейн                           | залізобетон, цегла оштук.               | вис. ск. — 2,5 м, пост. — 2,8 м           | -                                                                                 |
| 61. | Братська могила радянських воїнів                                                                      | с. Бобрівник, біля клубу                                                  | 1943                        | 1957               | ск. А. Білостоцький, арх. Н.Клейн                 | залізобетон, цегла оштук.               | вис. ск. — 2,5 м, пост. — 1,79 м          | -                                                                                 |
| 62. | Пам'ятний знак полеглим воїнам-землякам                                                                | с. Бобрівник, центр                                                       | 1941-1945                   | 1968               | Місцеві майстри                                   | обеліск — цегла оштук.                  | вис. 3,85 м                               | Рішення Зіньківського райвиконкому, 1968 р.                                       |
| 63. | Братська могила радянських воїнів, пам'ятний знак полеглим воїнам-землякам                             | с. Комсомо-льське, меморіальний комплекс                                  | 1943, 1941—1945             | 1976               | Полтавські художні майстерні                      | залізобетон, цегла оштук.               | вис. ск. — 2,4 м, пост. — 2,65 м          | Постанова обкому партії і облвиконкому № 20 від 14.03.1975 р.                     |
| 64. | Братська могила радянських воїнів, пам'ятний знак полеглим воїнам-землякам                             | с. Удовиченки, меморіальний комплекс                                      | 1943, 1941—1945             | 1957               | ск. А. Білостоцький, арх. Н. Клейн                | залізобетон, цегла оштук.               | вис. ск. — 2,5 м, пост. — 3,26 м          | -                                                                                 |
| 65. | Братська могила радянських воїнів                                                                      | с. Високе, центр                                                          | 1943                        | 1957               | ск. А.Щербина                                     | залізобетон, цегла оштук.               | вис. ск. — 2,5 м, пост. — 4,2 м.          | -                                                                                 |
| 66. | Пам'ятний знак полеглим воїнам-землякам                                                                | с. Високе, парк                                                           | 1941-1945                   | 1976               | ск. Ю.Паливода                                    | залізобетон, цегла оштук.               | вис. ск. — 2,8 м, пост. — 0,8 м.          | Постанова обкому партії і облвиконкому № 20 від 14.03.1975 р.                     |
| 67. | Братська могила радянських воїнів                                                                      | с. Човно-Федорівка, біля школи                                            | 1943                        | 1955               | Харківський скульптруний комбінат                 | залізобетон, цегла оштук.               | вис. ск. −2,3 м, пост. — 1,95 м           | -                                                                                 |
| 68. | Пам'ятний знак полеглим воїнам-землякам                                                                | с. Волошкове, центр                                                       | 1941-1945                   | 1969               | Місцеві майстри                                   | обеліск — цегла оштук.                  | вис. 4,0 м                                | Рішення Зіньківського райвиконкому, 1968 р.                                       |
| 69. | Братська могила радянських воїнів                                                                      | с. Шилівка, біля клубу                                                    | 1943                        | 1957               | ск. А. Білостоцький, арх. Н.Клейн                 | залізобетон, цегла оштук.               | вис. ск. — 2,8 м, пост. — 2,2 м           | -                                                                                 |
| 70. | Пам'ятний знак полеглим воїнам-землякам                                                                | с. Шилівка, парк                                                          | 1941-1945                   | 1966               | Місцеві майстри                                   | обеліск — залізобетон                   | вис. 6,0 м                                | Рішення Зіньківського райвиконкому № 5 від 2.03.1965 р.                           |
| 71. | Братська могила учасників встановлення радянської влади                                                | с. Ясеневе, 30 м від автотраси Полтава-Зіньків                            | 1920                        | 1924, рест. 1975   | Місцеві майстри                                   | обеліск — цегла оштук.                  | вис. 3,2 м                                | -                                                                                 |